# Joël Stoppels
Joël Stoppels (Appingedam, 18 december 1984) is een Nederlandse oorlogshistoricus, auteur en presentator.
Stoppels is gespecialiseerd in de operaties van de geallieerden tijdens de Tweede Wereldoorlog.  Hij heeft verschillende boeken en artikelen geschreven en documentaires gepresenteerd voor televisie en radio. Naast het geven van lezingen organiseert hij met zijn firma Battlefield Tours rondleidingen langs historische slagvelden van de oorlog.
Als onderzoeker was hij te zien en gaf hij commentaar in de NOS-documentaire 80 jaar bevrijding: Noordoost Nederland en in One Man Army, een kortfilm van de Canadese documentairemaker Jeremy Pollock. Hij verzorgde de historische toelichting bij de vijfdelige televisieserie 80 jaar vrijheid van Groningen van RTV Noord. Ook had hij een hoofdrol in een documentaire van National Geographic, War Junk, over de Tweede Wereldoorlog in Drenthe en Groningen. Daarnaast was Joël Stoppels in 2017 als militair deskundige te zien in de documentaire van Andere Tijden over de slag om Groningen en in 2022 in de The Men of Maple Leaf. 